# Egmundella grimaldii
Egmundella grimaldii is een hydroïdpoliep uit de familie Campanulinidae. De poliep komt uit het geslacht Egmundella. Egmundella grimaldii werd in 1940 voor het eerst wetenschappelijk beschreven door Leloup. 